# Rio Pacaás Novos
Rio Pacaás Novos är ett vattendrag i Brasilien.   Det ligger i kommunen Guajará-Mirim och delstaten Rondônia, i den västra delen av landet, 2 000 km väster om huvudstaden Brasília.
I omgivningarna runt Rio Pacaás Novos växer i huvudsak städsegrön lövskog. Trakten runt Rio Pacaás Novos är nära nog obefolkad, med mindre än två invånare per kvadratkilometer.